# Trésoriers d'Athènes
Les trésoriers sont des magistrats financiers de la démocratie athénienne, pendant l'Antiquité. Ils sont au nombre de 10. Ils doivent présenter tous les mois leurs comptes devant l'Ecclésia.

## Trésoriers célèbres
- Harpale, trésorier d'Alexandre le Grand